# Ällegården
Ällegården är en stadsdel i Ronneby som från början växte fram i ett då lantligt läge på 1920-talet. Stadsdelen ligger norr om stadens centrum och slingrar sig runt ett berg som heter Tjuvberget. Stadsdelen avgränsas i söder av Ronnebyån och möter stadsdelen Sörby i norr. Stadsdelen har ett karaktäristiskt utseende till följd av den mycket branta terrängen där husen tycks klättra upp för sluttningarna. Den norra delen av Ällegården kallas ofta för Galgaberget och den södra delen ofta av Trollabacken för att särskilja på vilken sida av Tjuvberget som man befinner sig.